# Аравийская платформа

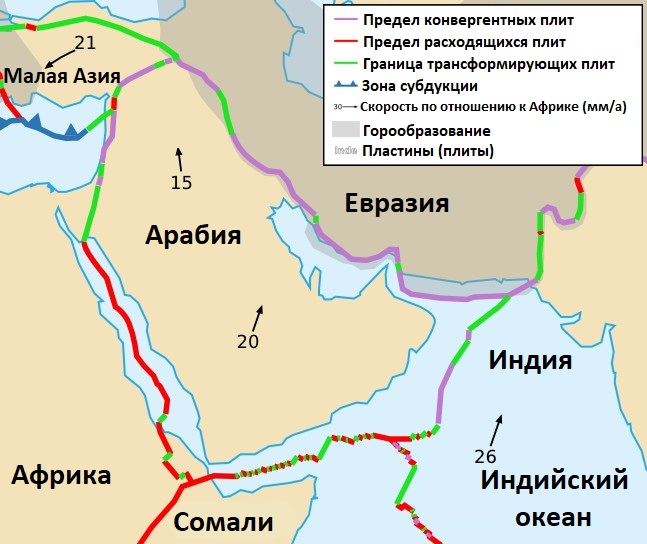

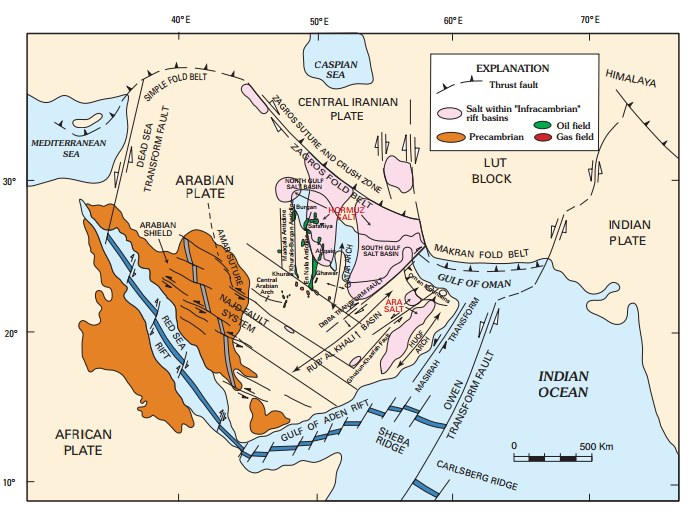
Аравийская плита с общими тектоническими и структурными особенностями

Аравийская платформа (плита) — одна из древних платформ, устойчивых блоков земной коры, географически соответствующая Аравийскому полуострову. Площадь Аравийской платформы — 0,12082 стерадиан или примерно 2 млн км².
Границами плиты являются: на востоке — Индо-Австралийская плита, на юге — Африканская плита, на западе границей с Африканской плитой является рифт Красного моря и рифт Мёртвого моря, на севере Аравийская плита смыкается конвергентной границей с Анатолийской и Евразийской плитами.
В течение фанерозоя (палеозоя — кайнозоя) Аравийская плита была частью Африканской плиты и до сих пор до конца не утратила с ней связь, так что иногда их рассматривают как составляющие единой Африкано-Аравийской платформы. Красное море появилось в начале эоцена, но отделение Африки от Аравии происходило в олигоцене, и с того времени Аравийская плита медленно смещается в направлении к Евразийской плите.
В современную эпоху Аравийская плита — одна из трёх крупных тектонических плит (наряду с Африканской и Индостанской), которые являются движущимися на север осколками Гондваны, чьё столкновение с Евразией привело к формированию широкого Средиземноморского пояса Альпийской складчатости от Пиренеев на западе до гор Юго-Восточной Азии и западных Зондских островов. Давление непосредственно Аравийской плиты на Евразийскую является причиной формирования горной системы Загрос в Иране, на Анатолийскую — вносит вклад в формирование горной системы Тавр в Турции.